# 내가 사랑한 사람
《내가 사랑한 사람》(영어: The Object of My Affection)은 미국에서 제작된 니컬러스 하이트너 감독의 1998년 로맨틱 코미디 드라마 영화이다. 이 영화는 스티븐 매콜리의 동명 소설을 각색한 것이다. 제니퍼 애니스턴, 폴 러드 등이 출연하였고, 로런스 마크 등이 제작에 참여하였다.
이 영화는 1997년 뉴욕시, 뉴저지, 커네티컷주 주변 장소에서 촬영되었다.

## 출연
- 제니퍼 애니스턴
- 폴 러드
- 존 팬코
- 앨리슨 재니
- 앨런 알다
- 팀 데일리
- 조앤 코플런드
- 스티브 잔
- 나이절 호손
- 컬리 로샤
- 게이브리얼 막트
- 세라 하일런드
- 헤이든 패너티에어
- 리엄 에이킨
- 브루스 올트먼
- 대니얼 코스그로브
- 오드라 맥도널드
- 파스 데라우에르타
- 앤토니아 레이

## 기타 제작진
- 협력 제작: 피트라 알렉산드리아
- 공동 제작: 다이애나 퍼코니
- 배역: 대니얼 스위
- 미술: 제인 머스키
- 의상: 존 A. 던